# Irmandade da Santa Casa de Misericórdia de São Paulo
A Irmandade da Santa Casa de Misericórdia de São Paulo é uma instituição privada e laica considerada como um dos maiores hospitais filantrópicos da América Latina. A assistência é financiada pelo Sistema Único de Saúde (SUS) conjuntamente com as serventias extrajudiciais (cartórios) e o Governo do Estado de São Paulo. Atualmente localizada na região central da cidade de São Paulo (Brasil), mais especificamente, perto da Estação Santa Cecília do Metrô (Linha 3 - Vermelha.

## História
O atual prédio da Irmandade da Santa Casa foi planejado em 1897, quando o Senador Antônio Pinto de Rego Freitas doou o terreno no quarteirão hoje  compreendido pelas Ruas Santa Isabel, Dr. Domingos José Nogueira Jaguaribe, Marquês de Itu e Dr. Cesario Mota - coincidentemente os mesmos espaços antes ocupados pela plantação de chá do general José Arouche - para a construção da nova unidade.
Para tanto, foi criado uma comissão com membros notáveis da sociedade paulistana para decidir o caminho da construção. Então, no dia primeiro de outubro de 1878, aproveitando a estada na cidade do Imperador D. Pedro II e da Imperatriz D. Teresa Cristina, a partir de um concurso, foi escolhido o projeto do engenheiro Luiz Pucci.
Mais tarde, a elaboração do hospital foi constituída por outras duas comissões, uma para diligenciar sobre o terreno e cuidar da venda do prédio antigo da Irmandade, e a segunda, formada pelo médicos Antônio Caetano de Campos e José Maria Correia de Sá e Benevides foi responsável por estudar o terreno a fim de estudar a disposição dos serviços e pavilhões.
Em 31 de agosto de 1884, foi inaugurado o prédio da nova Santa Casa da Misericórdia, na presença da sociedade paulistana e dos membros da lrmandade. As enfermarias foram batizadas com os nomes dos patrocinadores: Condessa de Três Rios - dedicada a São José de Três Rios, o maior doador; Barão de Iguape - em homenagem ao Dr. Antônio da Silva Prado, provedor durante 1846 e 1875; Viscondessa de Itu - dedicada a Santo Antônio, e Baronesa de Piracicaba, dedicada ao Sagrado Coração de Maria.
Desde a inauguração a Santa Casa passou por ajustes, como por exemplo, em 1922 a partir da Lei Municipal nº 2449, a Prefeitura custeou o pavilhão destinado a cirurgia de crianças. Depois, em 1972 a cumprir um decreto federal foi agregado a Faculdade de Ciências Médicas e Biológicas, qual reside até os dias de hoje. 
A trajetória da instituição é vasta e está, desde o início, atrelada ao desenvolvimento da cidade de São Paulo. A Irmandade já esteve abrigada no Largo da Misericórdia, Chácara dos Ingleses e Rua da Glória, que foi demolida em 1888, até ser inaugurado, em 1884, o Hospital Central no bairro de Vila Buarque no distrito da Consolação. Há 128 anos, a estrutura na região central é a sede da entidade. O estabelecimento ostenta o título de mais antiga instituição assistencial e hospitalar em funcionamento de toda a cidade de São Paulo.
A ordem das Santas Casas de Misericórdia foi fundada em Portugal em 1498, e no Brasil a primeira foi fundada em 1543, em um povoado que ocupava a região da baixada santista em São Vicente. Todas visavam o mesmo objetivo: a caridade. O estabelecimento goza ainda de uma grande equipe que totaliza mais de 8.000 profissionais da área de saúde como médicos e médios residentes.
Momentos importantes da história da cidade passaram pela Santa Casa. A Irmandade recebeu os soldados da Revolução Constitucionalista, participando ativamente da “Campanha do Ouro para o Bem de São Paulo” e acolhendo a população carente fornecendo atendimento em todas as especialidades médicas existentes na época. Desde os primórdios, se dedica à saúde em primeiro lugar.[carece de fontes?]
São parte da instituição, como os próprios ou administrados como Organização Social de Saúde, 13 unidades hospitalares, duas policlínicas e uma unidade de pronto atendimento (UPA) no município de Guarulhos, três prontos-socorros municipais e toda a Microrregião Jaçanã/Tremembé composta por 11 unidades básicas de saúde. Apesar de já ter passado por problemas, em 2014 a Irmandade teve problemas financeiros, e por conta disso deixou de administrar quatro hospitais e um centro de saúde, esses votaram a ser gerenciados pelo governo, a Santa Casa é hoje considerada o maior hospital filantrópico da América Latina e atende cerca de 8 mil pessoas diariamente em todas as especialidades médicas.[carece de fontes?]
A irmandade da Santa Casa era constituída por seis hospitais, um colégio e uma faculdade de medicina: Hospital Central; Hospital Santa Isabel; Centro de Atenção Integrada á Saúde Mental; Hospital Geriátrico e de Convalescentes D. Pedro II; Hospital São Luiz Gonzaga; Colégio São José e Faculdade de Ciências Médicas Santa Casa de São Paulo.

### Crise financeira
Em 2014 o pronto-socorro do Hospital Central foi fechado durante um período de 28 horas por insuficiência de recurso, o que foi o estopim para uma densa crise financeira, com uma dívida de 900 milhões de reais. Como parte de um total da crise, a irmandade cessou de administrar quatro hospitais, sendo eles o Hospital Geral de Guarulhos, Hospitais Penitenciários, Hospital Estadual de Franco da Rocha e o Hospital Estadual de Francisco Morato, e um centro de saúde, o Centro Integral em Saúde Mental de Franco da Rocha.
Por serem do Estado, todos estes voltaram a ser administrados pelo governo de São Paulo, que por sua vez, encerrou parcerias com outras entidades. Atualmente, é ponderado de quatro hospitais, sendo eles: o Municipal São Luiz Gonzaga e o Geriátrico e de Convalescentes Dom Pedro II (no Jaçanã), o Santa Isabel e o Central (na Consolação). E ainda possuem dois centros de saúde, um deles é estadual, o Centro de Atendimento Integrado à Saúde Mental que fica na Vila Mariana, e outro Centro de Saúde Escola Barra Funda, tem parceria com o município, e fica na Barra Funda.
A tentativa de salvamento da instituição ainda continua por parte dos funcionários que ali permanecem. O objetivo é formar uma assembléia pedindo a saída de Kalil Abdalla, um dos principais gestor da instituição, já que o mesmo foi acusado de falhas na gestão dos recursos do hospital sendo um dos precursores da crise.
Em junho de 2015 finalmente Kalil Rocha Abdalla renuncia ao cargo, e para ocupar o seu lugar como provedor da Santa Casa de Misericórdia de São Paulo, é eleito o pediatra Doutor José Luiz Egydio Setúbal.
Nessa nova gestão, diversas mudanças impactantes foram tomadas, dentre elas, a demissão de cerca de 1400 funcionários, paralisação das atividades de cirurgias não emergenciais, estas por sua vez tomada para priorizar o atendimento aos pacientes já internados e ao pronto socorro, uma vez que os estoques de insumos encontravam-se baixos, solicitação de um empréstimo junto ao BNDES (Banco Nacional de Desenvolvimento Econômico e Social) no montante de R$ 360 milhões (trezentos e sessenta milhões de reais) e ainda uma ajuda financeira extra do Governo do Estado de São Paulo.
O Governo do Estado de São Paulo, praticou voluntariamente diversos repasses financeiros extras, entre 2015 e 2016, através da Secretaria Estadual da Saúde, a fim de diminuir o sub financiamento federal da saúde, impactado pela defasagem da tabela de pagamentos do Ministério da Saúde, tabela está que encontra-se congelada há anos.
Logo em seguida, em julho de 2016, a sorte bate à porta da Santa Casa de Misericórdia do Estado de São Paulo, e está é contemplada pela 92ª extração do programa de premiação da Nota Fiscal Paulista e ganha o prêmio de R$ 1 milhão de reais.
Ainda em tempos de crise, no dia 27 de abril de 2017, foi eleito o advogado Ântonio Penteado Mendonça, de 64 anos, como novo provedor da Santa Casa da Misericórdia de São Paulo. O mesmo foi o candidato único ao cargo. A Caixa Econômica Federal fez uma estimativa de liberação de um empréstimo no valor de trezentos e sessenta milhões (360 milhões) para a instituição se recuperar da crise. O montante é compatível com o que a Santa Casa é capaz de pagar no prazo de dez meses e baseado no valor dos imóveis que a irmandade ofereceu como garantia. A gestão anterior da instituição, a Setúbal, chegou a oferecer um imóvel na Avenida Paulista como garantia para um empréstimo de quarenta e quatro milhões (44 milhões) que nunca saiu.

## Projetos e campanhas
- Projeto HOSPICE Infantil - Através das doações da campanha Cupom é Vida foi construído o Centro Infantil de Terapia da Dor e Cuidados Paliativos visando atender crianças com doenças sem possibilidade de cura, aliviando o sofrimento. Prevê o atendimento de 3.000 crianças por ano.[carece de fontes?]
- Banco de Leite Humano -  Visa a criação de um Banco de Leite Humano na Santa Casa de São Paulo para atender recém-nascidos da UTI Neonatal do Hospital Central, Hospital Municipal São Luiz Gonzaga e Hospital Estadual Francisco Morato.[carece de fontes?]
- Campanha Nota Fiscal Paulistana da Santa Casa de São Paulo - Criada para contribuir no custeio da Santa Casa de São Paulo e/ou para projetos de interesse institucional. O imposto gerado pelos serviços será convertido em recursos para os serviços prestados na assistência à saúde pela instituição.[carece de fontes?]

### Museu
Foi fundado em junho de 2000 o museu da Santa Casa de Misericórdia de São Paulo e tinha como objetivo levar ao público a imensa quantidade de patrimônios acumulados durante os mais de 400 anos de vida da Irmandade Santa Casa. Esse possui um acervo com diversos itens culturais.
O local já contém mais de 7000 peças que marcaram o passado histórico, tais quais como: móveis; pinturas; fotografias; esculturas;  entre outros objetos que marcaram a trajetória da Santa Casa de Misericórdia de São Paulo e também algumas curiosidades do hospital e da medicina.
Além disso, a capela Nossa Senhora da Misericórdia também está inserida como parte do museu. Com seu estilo arquitetônico gótico, foi construída depois do hospital e restaurada em 2004 com capacidade para 180 pessoas.